# Bartonia texana
Bartonia texana là một loài thực vật có hoa trong họ Long đởm. Loài này được Correll mô tả khoa học đầu tiên năm 1966.